# Sułkowice Pierwsze
Sułkowice Pierwsze [pronunciación en polaco: /suu̯kɔˈvit͡sɛ ˈpjɛrfʂɛ/] es un pueblo ubicado en el distrito administrativo de Gmina Piątek, dentro del Distrito de Łęczyca, Voivodato de Łódź, en Polonia central. Se encuentra aproximadamente a 3 kilómetros al sureste de Piątek, a 21 kilómetros al este de Łęczyca, y a 30 kilómetros al norte de la capital regional Łódź.